# Slatina (Ústí nad Labem)
Slatina é uma comuna checa localizada na região de Ústí nad Labem, distrito de Litoměřice.